# Ramiro García de Dios
Ramiro García de Dios (Palma, 1946) es un jutge mallorquí. Des de l'any 1996 fins al 2018 va ser titular del Jutjat d'Instrucció número 6 de Madrid. Del 2010 al 2018, va ser un dels tres jutges de control del Centre d'internament d'estrangers d'Aluche, Madrid. El 2016, l'Associació Pro Drets Humans d'Espanya (APDHE) li va donar el Premi Drets Humans. Es membre de Jutgesses i Jutges per a la Democràcia. El 2019 va afirmar que la policia pot manipular proves per inculpar els detinguts.